# Aguelmous
Aguelmous  (in arabo اكلموس‎?) è un centro abitato e comune rurale del Marocco situato nella provincia di Khénifra, regione di Béni Mellal-Khénifra. Conta una popolazione di 35 626 abitanti (censimento 2014).